# إريك بلومكفيست (لاعب رماية)
إريك بلومكفيست (بالسويدية: Erik Blomqvist)‏ هو لاعب رماية سويدي، ولد في 5 يناير 1879 في ستوكهولم في السويد، وتوفي في 17 سبتمبر 1956.

## وصلات خارجية
- إريك بلومكفيست على موقع الاتحاد الدولي (الإنجليزية)
- إريك بلومكفيست على موقع اللجنة الأولمبية الدولية (الإنجليزية)
- إريك بلومكفيست على موقع أوليمبيديا (الإنجليزية)
- إريك بلومكفيست على موقع اللجنة الأولمبية السويدية (السويدية)